# Maylandia lombardoi
Maylandia lombardoi  — вид риб родини цихлових. Донедавна відносили до роду Псевдотрофеус (Pseudotropheus). У природних умовах є ендеміком озера Малаві, належить до екологічної групи Мбуна. Популярна акваріумна риба, відома під назвою «ломбардо́».

## Зовнішній вигляд

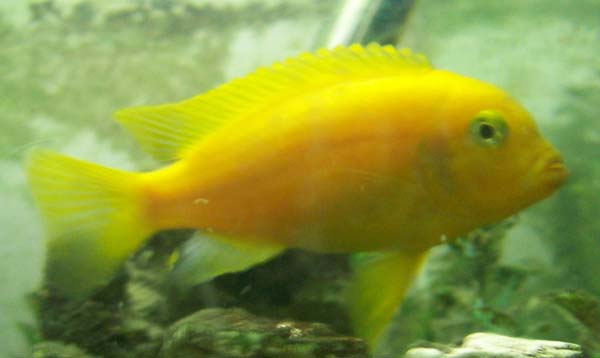
Самець в акваріумі

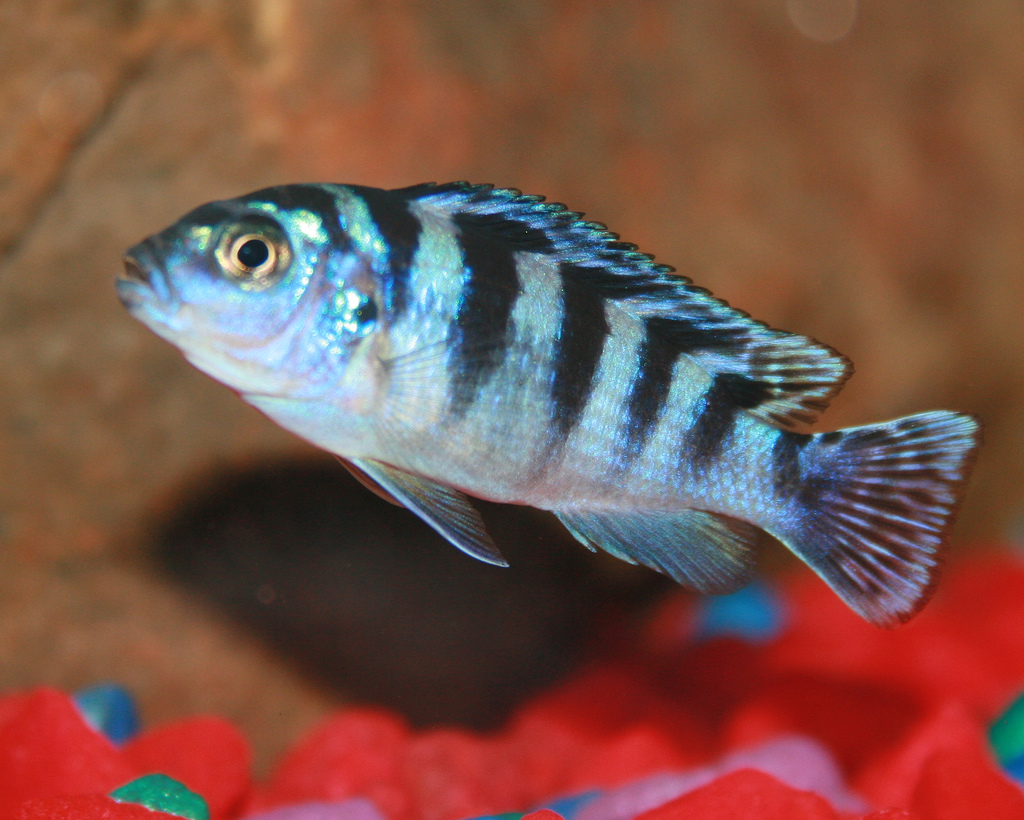
Самка в акваріумі

Має типову для цихлід витягнуту торпедоподібну форму тіла. У природі — до 8,7 см завдовжки, в акваріумі виростають до 13 см. Статевий диморфізм яскраво виражений. Самці забарвлені у яскраво-жовтий колір, їх спинний плавець має біло-блакитну кайму, анальні плавці мають круглі жовті плями. Самки мають ніжно блакитне вбрання. У обох статей помітні поперечні смуги. Мальки і молоді особини мають навіть більш яскраве забарвлення, ніж дорослі: яскраво-фіолетовий основний фон та темні поперечні смуги.

## Умови існування в природі
Прісноводна демерсальна риба, мешкає на глибині 6-30 м з каменистим дном або ділянками, де чергуються каміння і пісок. Існує при температурі води 24-26 °C. Самці територіальні та проявляють високий ступінь агресії по відношенню до інших самців свого виду. Молоді особини зустрічають у невеликих групах.

## Живлення
У природі споживають фіто- і зоопланктон та водоростей, що зростають на камінні. В акваріумі живляться як штучними, так і живими кормами, основу раціону повинні складати рослинні корми (на основі спіруліни або овочі).

## Утримання в акваріумі
Це доволі агресивна риба, яка не підходить для загальних акваріумів. Її небажано тримати з іншими видами, крім цихлід. Також вона досить чутлива до параметрів води, чистоти і вмісту в ній аміаку і нітратів. Краще за все тримати групу з одного самця і декількох самок, оскільки домінантний самець буде атакувати інших самців свого виду, а також інших видів риб, подібних зовні.
Мінімальний рекомендований об'єм акваріума для самця і декількох самок — від 100 літрів, краще від 200. В акваріумі більшого розміру можна утримувати з іншими цихлідами. Вода повинна бути лужною — pH 7,8-8,6. Температура — 24-28, твердість (dH) 10-15. Потрібна хороша аерація, фільтрація та щотижнева підміна води. Найкращим ґрунтом вважають пісок, в якому ці риби люблять ритися. З цієї причини рослини в акваріумі не садять (виключенням можуть бути рослини з твердим листям — анубіаси). В акваріумі повинні бути укриття у вигляді печер, горщиків, корчів тощо.

## Розмноження
Статевої зрілості досягають у віці одного року, однак можуть приступати до розмноження і раніше — у 7-8 місяців. Пара формується тільки на період нересту. В акваріумі можуть нереститися як в загальному, так і в нерестовому акваріумі. Перед початком розмноження самці обирають територію з плоским каменем та починають її охороняти. Самець на анальному плавці має світлу пляму, що нагадує ікринку. Цим він стимулює самку на відкладання ікри, яку він миттєво запліднює, а самка заковтує яйця до ротової порожнини. Кількість відкладених яєць може досягати 80. Самка виношує їх та упродовж цього періоду не живиться. За температури 28-29 °C інкубація завершується через 21 день. Ще деякий час мальки повертаються до роту самки. Мальків годують наупліями артемії, дрібними циклопами і спеціальними сухими кормами.

## Охорона
Maylandia lombardoi належить до уразливих видів за критеріями МСОП. Головними загрозами є комерційний вилов риб акваріумістики та риболовля.